# Hardy-Littlewood-cirkelmethode
In de getaltheorie, een deelgebied van de wiskunde, is de Hardy-Littlewood-cirkelmethode een van de meest gebruikte technieken binnen de analytische getaltheorie. De methode is naar GH Hardy en JE Littlewood genoemd, die de methode ontwikkelden in een reeks artikelen over het probleem van Waring.

## Geschiedenis
Het oorspronkelijke idee wordt meestal toegeschreven aan werk dat Hardy samen met SA Ramanujan in 1916 en 1917 had uitgevoerd over de asymptotiek van de partitiefunctie. Het idee werd door vele onderzoekers opgepikt, waaronder H Davenport en IM Vinogradov. Zij wijzigden de formulering iets en gingen daarmee over van de complexe functietheorie naar exponentiële sommen, zonder de grote lijnen overigens te wijzigen. Honderden artikelen volgden en de Hardy-Littlewood-cirkelmethode leverde in 2013 nog steeds resultaten op.

## Achtergrond
Het doel van de methode is het asymptotische gedrag van een reeks met algemene term {\displaystyle a_{n}} na te gaan, door aan te tonen dat {\displaystyle a_{n}\sim F(n)} voor een bepaalde functie {\displaystyle F}. Daartoe worden van de voortbrengende functie van de reeks de residuen rond nul berekend, in wezen de fouriercoëfficiënten.
De voortbrengende functie is in de praktijk meestal geschaald om een convergentiestraal van 1 te hebben, zodat de singulariteiten op de eenheidscirkel liggen, dus men niet de lijnintegraal over de eenheidscirkel kan nemen.
De cirkelmethode berekent deze residuen door de cirkel te verdelen in minder belangrijke bogen, minor arcs, het grootste deel van de cirkel, en belangrijke bogen, major arcs, kleine bogen die de meest significante singulariteiten bevatten, en vervolgens het gedrag op de minder belangrijke bogen te begrenzen. Het belangrijkste inzicht daarbij is dat, in veel interessante gevallen, zoals theta-functies, de singulariteiten bij de eenheidswortels voorkomen en dat de bijdrage van de singulariteiten in de volgorde van de Farey-reeks ligt. Zo kan men de meest significante singulariteiten onderzoeken en met wat geluk de integralen berekenen.